# Thomas F. Magner
Thomas Francis Magner (ur. 8 marca 1860 w Brooklynie, zm. 22 grudnia 1945 w Brooklynie) – amerykański polityk, członek Partii Demokratycznej.

## Działalność polityczna
W 1888 zasiadał w New York State Assembly. W okresie od 4 marca 1889 do 3 marca 1893 przez dwie kadencje był przedstawicielem 5. okręgu, a od 4 marca 1893 do 3 marca 1895 przez jedną kadencję przedstawicielem 6. okręgu wyborczego w stanie Nowy Jork w Izbie Reprezentantów Stanów Zjednoczonych.
Jego siostrzeńcem był John F. Carew.